# Summer (album de George Winston)
Pour les articles homonymes, voir Summer.
Albums de George Winston
December Forest
Summer est le 6e album de George Winston paru en juin 1991.  

## Liste des titres
| 1.    | Living in the Country                 | Pete Seeger                                                                                        | 3:45 |
| 2.    | Loreta and Desireé's Bouquet (Part 1) | George Winston                                                                                     | 4:04 |
| 3.    | Loreta and Desireé's Bouquet (Part 2) | George Winston                                                                                     | 3:29 |
| 4.    | Fragrant Fields                       | Art Lande                                                                                          | 4:02 |
| 5.    | The Garden                            | Dominic Frontiere                                                                                  | 3:03 |
| 6.    | Spring Creek                          | Philip Aaberg                                                                                      | 4:03 |
| 7.    | Lullaby                               | George Winston, Steve Ferguson                                                                     | 3:25 |
| 8.    | Black Stallion                        | Carmine Coppola                                                                                    | 3:39 |
| 9.    | Hummingbird                           | George Winston                                                                                     | 5:06 |
| 10.   | Early Morning Range                   | George Winston                                                                                     | 2:59 |
| 11.   | Living Without You                    | Randy Newman                                                                                       | 5:58 |
| 12.   | Goodbye Montana (Part 1)              | George Winston                                                                                     | 2:15 |
| 13.   | Corrina, Corrina                      | Bo Chatmon, Bob Dylan, Mitchell Parish, Traditional, Bukka White, J. Mayo Williams, George Winston | 4:21 |
| 14.   | Goodbye Montana (Part 2)              | George Winston                                                                                     | 3:11 |
| 15.   | Where Are You Now                     | George Winston                                                                                     | 3:20 |
| 57:20 |                                       | |      |